# Tamatam Village
Tamatam Village är en ort i Mikronesiska federationen.   Den ligger i kommunen Tamatam Municipality och delstaten Chuuk, i den västra delen av landet, 1 000 km väster om huvudstaden Palikir. Tamatam Village ligger 11 meter över havet och antalet invånare är 305. Den ligger på ön Tamatam.
Terrängen runt Tamatam Village är mycket platt.  Närmaste större samhälle är Pulap Village, 11,0 km norr om Tamatam Village. 